# Ecbolium benoistii
Ecbolium benoistii är en akantusväxtart som beskrevs av K. Vollesen. Ecbolium benoistii ingår i släktet Ecbolium och familjen akantusväxter. Inga underarter finns listade i Catalogue of Life.